# Éric Zemmour
Éric Justin Léon Zemmour (uitspraakⓘ; Montreuil, 31 augustus 1958), ook wel Le Z ("De Z") genoemd, is een Frans politicus, schrijver en essayist. Hij was politiek journalist en columnist voor het dagblad Le Figaro van 1996 tot 2021.
Zemmour stelde zich kandidaat bij de presidentsverkiezingen van 2022 namens Reconquête, een partij die hij in 2021 oprichtte. Hij haalde 7% van de stemmen in de eerste ronde, waarmee hij vierde werd, de hoogst geplaatste nieuwkomer. Hij stelde zich ook kandidaat bij de parlementsverkiezingen van 2022, waarbij hij in Saint-Tropez en omgeving derde werd in de vierde kieskring van het Zuid-Franse departement Var met 23,1% van de stemmen. Na de verkiezingen ging hij door als partijleider.

## Persoonlijk leven
Éric Zemmour werd op 31 augustus 1958 geboren in Montreuil naast Parijs. Zijn ouders emigreerden als Franse burgers vanuit Algerije naar Frankrijk tijdens de Algerijnse Oorlog. Zijn voorouders zijn van Berberse afkomst met een Mizrachi-Joodse achtergrond. Zemmour werd opgevoed in de Joodse traditie. Hij loochent zijn afkomst niet, maar benadrukt dat hij zelf geen immigrant is. In het Berbers betekent zijn achternaam olijfboom (eferesis van de term azemmur). Zemmour groeit op in Drancy, later verhuist het gezin naar de omgeving van het Gare du Nord in Parijs. Hij studeert aan Sciences Po en begint daarna als copywriter bij een reclamebureau.
Hij ontwikkelt zijn conservatieve ideeën als journalist bij Le Quotidien de Paris en daarna de conservatief-liberale Le Figaro. Later slaagt hij erin om opiniemaker te worden op televisie.
In 1982 trouwde Zemmour met de juriste van Tunesisch-Joodse afkomst Mylène Chichportich. Samen hebben zij twee zonen en een dochter.

## Politiek
Zemmour wordt over het algemeen getypeerd als extreemrechts. Volgens politicoloog en analist Jean-Yves Camus, die stelt dat deze analyse echter niet klopt, is Zemmour het beste beschreven als radicaal-conservatief rechts. Zelf plaatst Zemmour zich tussen het gaullisme en bonapartisme, een verdediger van de grandeur van de Franse natiestaat van weleer.

### Presidentskandidaat en partijleider
Op 30 november 2021 maakte Zemmour met een videoboodschap bekend dat hij mee zou doen aan de presidentsverkiezingen van 2022. Op 5 december kondigde hij de oprichting aan van een eigen politieke partij onder de naam Reconquête, wat "herovering" betekent. De naam verwijst naar de middeleeuwse herovering van Zuidwest-Europa door de christenen en de verdrijving van de moslims die in de 8e eeuw dit gebied hadden veroverd.
Jérôme Fourquet, directeur van de afdeling opinie bij het Institut français d'opinion publique (Ifop), meende in december 2021: "ook al scoort hij slecht, Zemmour zal op het ideologisch vlak een ronde gewonnen hebben". Zemmour werd in zijn kandidatuur gesteund door de rechtse schrijver-journalist Geoffroy Lejeune, die al in 2015 een toekomstroman publiceerde (Une élection ordinaire, ofwel "Een doodgewone verkiezing"), waarin Zemmour president van Frankrijk wordt. In 2021 publiceerde hij een vervolg op die roman, Zemmour Président, de la fiction à la réalité ("Zemmour president, van fictie naar realiteit").

### Politieke standpunten
Als populaire talkshowgast lokt Zemmour vanwege zijn scherpe debatstijl en anti-islamitische discours vaak en graag felle reacties uit.
In 2014 verscheen van hem Le Suicide français (De Franse zelfmoord), een politiek pamflet waarvan intussen in Frankrijk al meer dan 500.000 exemplaren zijn verkocht. In dit boek van ruim 500 pagina's gaat Zemmour door de geschiedenis heen en haalt hij uit naar het Angelsaksische neoliberalisme, de Europese Unie, het links-progressivisme multiculturalisme en de moslimmigratie. Deze hebben volgens hem onder het mom van tolerantie het traditionele Frankrijk en de vrijheid van het individu doelbewust kapotgemaakt: "Wat veertig Franse koningen hebben opgebouwd, werd in veertig jaar tijd afgebroken". Hij is een fel bestrijder van het woke gedachtegoed en van het "individualistisch consumentisme" dat de tijdgeest kenmerkt.
In de verkiezingscampagne van 2022 was zijn slogan "Impossible n'est pas français" ("Onmogelijk is niet Frans"), ontleent aan een uitspaak van Napoleon.

#### Anti-immigratie en anti-islam standpunten
Tijdens de campagne liet Zemmour weten dat hij een einde zou willen maken aan de instroom van migranten in Frankrijk en profileert hij zich sterk met anti-islamitische standpunten. Op 13 november 2021, zes jaar na de aanslagen in en rond Parijs, beschuldigde hij oud-president François Hollande van het "niet beschermen" van het Franse volk: "De voormalige President van de Republiek zei zelf dat hij wist dat terroristen zouden worden geïnfiltreerd onder de migranten en hij stopte de migrantenstroom niet". Voor Zemmour "nam [Hollande] een criminele beslissing om de grenzen open te laten".

#### Standpunten over vrouwen
Toen hij in 2013 samen met 343 andere Franse prominenten het manifest "Touche pas à ma pute" ("Raak mijn hoer niet aan") ondertekende, een petitie tegen een wetsvoorstel om prostituanten te beboeten, haalde hij zich de woede van sommige feministen op de hals.

## Rechtszaken
Éric Zemmour werd in 2011 veroordeeld wegens aanzetten tot rassendiscriminatie. Op televisiezender Canal+ had hij gezegd dat in Frankrijk "de meeste drugshandelaars zwart en Arabisch [zijn], zo is het, dat is een feit". Verder aankondigde hij te denken dat werkgevers het recht hebben om kandidaten tijdens een selectieprocedure af te wijzen op basis van afkomst. Tijdens de zaak kreeg Zemmour de steun van een aantal parlementsleden en oud-minister Jean-Pierre Chevènement. Zemmour verdedigde zich: "Discriminatie betekent kiezen, selecteren, er is niets berucht aan".

## Publicaties
Essays
- 1995: Balladur, immobile à grands pas, Éditions Grasset ISBN 2246489717
- 1998: Le Livre noir de la droite, Grasset et Fasquelle ISBN 2246562511
- 1998: Le Coup d'État des juges, Grasset et Fasquelle ISBN 2246525519
- 1998: Une certaine idée de la France, met anderen, France-Empire ISBN 2704808724
- 2000: Les Rats de garde, in samenwerking met Patrick Poivre d'Arvor, Stock ISBN 2234052173
- 2002: L'Homme qui ne s'aimait pas, Éditions Balland ISBN 2715814089
- 2006: Le Premier Sexe, Denoël, ISBN 2207257444; heruitgave reeks J'ai lu, 2009
- 2010: Mélancolie française, Fayard / Denoël ISBN 2213654506
- 2011: Z comme Zemmour, Le Cherche midi ISBN 978-2-7491-1865-9
- 2012: Le Bûcher des vaniteux, Albin Michel ISBN 978-2-226240248
- 2013: Le Bûcher des vaniteux 2, Albin Michel ISBN 978-2-226245410
- 2014: Le Suicide français, Albin Michel ISBN 978-2226254757
- 2016: Un quinquennat pour rien, Albin Michel ISBN 978-2226320087
- 2018: Destin français, Albin Michel ISBN 978-2226320070
- 2021: La France n'a pas dit son dernier mot, Rubempré ISBN 9782957930500

Romans
- 1999: Le Dandy rouge, Plon ISBN 2259190588
- 2004: L'Autre, Denoël ISBN 2207254968
- 2008: Petit Frère, Denoël ISBN 2207256685; heruitgave reeks J'ai lu, 2009

- Bibsys: 2044816
- Biblioteca Nacional de España: XX4724436
- Bibliothèque nationale de France: cb124681117 (data)
- CiNii: DA16111984
- Gemeinsame Normdatei: 132058049
- International Standard Name Identifier: 0000 0001 2134 9971
- Library of Congress Control Number: n95084203
- Bibliotheek van het Japanse parlement: 01115551
- Nationale Bibliotheek van Tsjechië: jn19990009403
- Nationale Bibliotheek van Israël: 987007311114305171
- Nationale Bibliotheek van Polen: a0000002971953
- Nederlandse Thesaurus van Auteursnamen: 201956667
- Réseau des bibliothèques de Suisse occidentale: 02-A003997505
- Système universitaire de documentation: 033867534
- Virtual International Authority File: 59183487
- WorldCat: E39PBJth8KGPvb4tyCXpfM9qwC